# マラヤ・リヴェラ・ドリュー
マラヤ・リヴェラ・ドリュー（Malaya Rivera Drew1978年2月6日‐）は、アメリカ合衆国出身の女優である。

## 出演作品

### テレビ
- ザ・グレイズ 〜フロリダ殺人事件簿
- ヴァンパイア・ダイアリーズ
- アメリカン・ホラー・ストーリー
- Life 真実へのパズル
- Lの世界（アデル）
- ラスベガス
- ER緊急救命室（ケイティ）
- LAW & ORDER:性犯罪特捜班
- ｓ．ｗ．ａ．t. シーズン3